# Foton M
Foton M es una serie de sondas robóticas diseñadas por Rusia y la Agencia Espacial Europea para llevar experimentos en microgravedad en la órbita de la Tierra.
Poseen nuevos sistemas de telemetría y comunicación, así como una nueva batería de larga duración y control de temperatura. 
La sonda de este tipo fue diseñada por el TsSKB-Progress en Samara, (Rusia).

## Misiones
La más reciente fue la Foton M3 lanzada el 14 de septiembre de 2007, con 45 experimentos a bordo que orbita durante 12 días la tierra. Al final de la misión se llevará a cabo un experimento para intentar bajar del satélite a la Tierra una pequeña cápsula con carga útil, Fotino, con ayuda de un cable de polietileno ultraligero y superfino de 30 kilómetros de longitud.